# Reacción química
Una reacción química, también llamada cambio químico o fenómeno químico, es todo proceso termodinámico en el cual dos o más especies químicas se transforman,  cambiando su estructura molecular y sus enlaces, en otras sustancias llamadas productos. Los reactantes pueden ser elementos o compuestos. Un ejemplo de reacción química es la formación de óxido de hierro producida al reaccionar el oxígeno del aire con el hierro de forma natural, o una cinta de magnesio al colocarla en una llama se convierte en óxido de magnesio, como un ejemplo de reacción inducida.
La reacción química también se puede definir desde dos enfoques, el macroscópico que la define como «un proceso en el cual una o varias sustancias se forman a partir de otra u otras» y el nanoscópico cuya definición sería: «redistribución de átomos e iones, formándose otras estructuras (moléculas o redes)».
Las reacciones químicas ocurren porque las moléculas se están moviendo y cuando se golpean con energía suficiente una contra otras, los enlaces se rompen y los átomos se intercambian para formar nuevas moléculas. También una molécula que está vibrando con energía suficiente puede romperse en moléculas más pequeñas.
A la representación simbólica de cada una de las reacciones se le denomina ecuación química.
Los productos obtenidos a partir de ciertos tipos de reactivos dependen de las condiciones bajo las que se da la reacción química. No obstante, tras un estudio cuidadoso se comprueba que, aunque los productos pueden variar según cambien las condiciones, determinadas cantidades permanecen constantes en cualquier reacción química. Estas cantidades constantes, las magnitudes conservadas, incluyen el número de cada tipo de átomo presente, la carga eléctrica y la masa total.

## Fenómeno químico
Se llama fenómeno químico  a los sucesos observables y posibles de ser medidos en los cuales las sustancias intervinientes cambian su composición química al combinarse entre sí. Las reacciones químicas implican una interacción que se produce a nivel de los electrones de valencia de las sustancias intervinientes. Dicha interacción es el enlace químico.
En estos fenómenos, no se conserva la sustancia original, que se transforma su estructura química, manifiesta energía, no se observa a simple vista y son irreversibles, en su mayoría. 
La sustancia sufre modificaciones irreversibles. Por ejemplo, al quemarse, un papel no puede volver a su estado original. Las cenizas resultantes formaron parte del papel original, y sufrieron una alteración química.

## Clases de reacciones

### Reacciones de la química inorgánica
Desde un punto de vista de la química inorgánica se pueden postular dos grandes modelos para las reacciones químicas de los compuestos inorgánicos: reacciones ácido-base o de neutralización (sin cambios en los estados de oxidación) y reacciones redox (con cambios en los estados de oxidación). Sin embargo podemos clasificarlas de acuerdo con los siguientes tres criterios:
| Nombre                                           | Nombre                                           | Descripción | Representación | Ejemplo                                             |
| ------------------------------------------------ | ------------------------------------------------ | --- | --- | --------------------------------------------------- |
| De síntesis o de combinación                     | De síntesis o de combinación                     | Donde los reactivos se combinan entre sí para originar un producto diferente                                                                     | A + B → C (siendo A y B reactivos cualesquiera y C el producto formado)                                            | 2 Na (s) + Cl2 (g) → 2 NaCl (s)                     |
| De descomposición                                | Descomposición simple                            | Una sustancia compuesta se desdobla en sus componentes                                                                                           | A → B + C (inversa de la síntesis, y A es un compuesto que se descompone en los reactivos que lo componen, B y C). | CO2 (g) → CO2 (g) C(s) + O2 (g)                     |
| De descomposición                                | Mediante un reactivo                             | Una sustancia requiere un reactivo, para su descomposición.                                                                                      | AB + C → AC + BC (el compuesto AB reacciona con el reactivo C, para originar los compuestos AC y BC)               | 2 ZnS (S) + 3 O2 (g) → 2 ZnO (S) + 2 SO2 (g)        |
| De sustitución o desplazamiento                  | De sustitución o desplazamiento                  | Una sustancia sustituye el lugar de alguno de los componentes de los reactivos, de tal manera que el componente sustituido queda libre.          | AB +C → AC + B (donde el compuesto AB reacciona con el reactivo C para formar el compuesto AC y liberar B)         | 2 NaI + Br2 → 2 NaBr + I2                           |
| De doble sustitución (o de doble desplazamiento) | De doble sustitución (o de doble desplazamiento) | Se presenta un intercambio entre los elementos químicos o grupos de elementos químicos de las sustancias que intervienen en la reacción química. | AB + CD → AC + BD                                                                                                  | Pb (NO3)2 (ac) + 2 KI (ac) → Pbl2 (s) + 2 KNO3 (ac) |

| Criterio                                  | Criterio                  | Descripción                                                                                  | Ejemplo                                           |
| ----------------------------------------- | ------------------------- | -------------------------------------------------------------------------------------------- | ------------------------------------------------- |
| Intercambio en forma de calor             | Reacciones exotérmicas    | que desprenden calor del sistema de reacción                                                 | Combustión                                        |
| Intercambio en forma de calor             | Reacciones endotérmicas   | reacciones en las que se absorbe o se requiere calor para llevarse a cabo.                   | Calcinación                                       |
| Intercambio en forma de luz               | Reacciones endoluminosas  | que requieren el aporte de energía luminosa o luz al sistema para llevarse a cabo.           | Fotosíntesis                                      |
| Intercambio en forma de luz               | Reacciones exoluminosas   | reacciones que al llevarse a cabo manifiestan una emisión luminosa                           | Combustión del magnesio: 2Mg+O2 + ΔH → 2MgO + Luz |
| Intercambio en forma de energía eléctrica | Reacciones endoeléctricas | que requieren el aporte de energía eléctrica para que puedan tener lugar.                    | Electrólisis del agua                             |
| Intercambio en forma de energía eléctrica | Reacciones exoeléctricas  | aquellas reacciones químicas en las que el sistema transfiere al exterior energía eléctrica. | Celda galvánica (pila o batería eléctrica)        |

|  |  |  |  |

| Nombre                            | Descripción                                                                              | Ejemplo                                   |
| --------------------------------- | ---------------------------------------------------------------------------------------- | ----------------------------------------- |
| Reacciones ácido-base             | Aquellas reacciones donde se transfieren protones                                        | HCl(aq) + NaOH(aq) → H2O(l) + NaCl(aq)    |
| Reacciones de oxidación-reducción | Son las reacciones donde hay una transferencia de electrones entre las especies químicas | Mn2(aq) + BiO3- (s) → Bi3(aq) + MnO4-(aq) |

### Reacciones de la química orgánica
Respecto a las reacciones de la química orgánica, nos referimos a ellas teniendo como base a diferentes tipos de compuestos como alcanos, alquenos, alquinos, alcoholes, aldehídos, cetonas, entre otras; que encuentran su clasificación, reactividad y propiedades químicas en el grupo funcional que contienen y este último será el responsable de los cambios en la estructura y composición de la materia. Entre los grupos funcionales más importantes tenemos a los dobles y triples enlaces y a los grupos hidroxilo, carbonilo y nitro.

## Factores que afectan la velocidad de reacción
- Naturaleza de la reacción: Algunas reacciones son, por su propia naturaleza, más rápidas que otras. El número de especies reaccionantes, su estado físico; las partículas que forman sólidos se mueven más lentamente que las de gases o de las que están en solución. La complejidad de la reacción, y otros factores pueden influir enormemente en la velocidad de una reacción. Por ejemplo, la reacción de los metales alcalinos con sustancias como el oxígeno o el agua es inmediata al ser los primeros mencionados bastante reactivos.
- Concentración: La velocidad de reacción aumenta con la concentración, como está descrito por la ley de velocidad y explicada por la teoría de colisiones. Al incrementarse la concentración de los reactantes, la frecuencia de colisión también se incrementa.
- Presión: La velocidad de las reacciones gaseosas se incrementa muy significativamente con la presión, que es, en efecto, equivalente a incrementar la concentración del gas. Para las reacciones en fase condensada, la dependencia en la presión es débil, y solo se hace importante cuando la presión es muy alta.
- Orden: El orden de la reacción controla cómo afecta la concentración (o presión) a la velocidad de reacción.
- Temperatura: Generalmente, al llevar a cabo una reacción a una temperatura más alta provee más energía al sistema, por lo que se incrementa la velocidad de reacción al ocasionar que haya más colisiones entre partículas, como lo explica la teoría de colisiones. Sin embargo, la principal razón porque un aumento de temperatura aumenta la velocidad de reacción es que hay un mayor número de partículas en colisión que tienen la energía de activación necesaria para que suceda la reacción, resultando en más colisiones exitosas. La influencia de la temperatura está descrita por la ecuación de Arrhenius. Como una regla de cajón, las velocidades de reacción para muchas reacciones se duplican por cada aumento de 10 °C en la temperatura,[10] aunque el efecto de la temperatura puede ser mucho mayor o mucho menor que esto. Por ejemplo, el carbón arde en un lugar en presencia de oxígeno, pero no lo hace cuando es almacenado a temperatura ambiente. La reacción es espontánea a temperaturas altas y bajas, pero a temperatura ambiente la velocidad de reacción es tan baja que es despreciable. El aumento de temperatura, que puede ser creado por una cerilla, permite que la reacción inicie y se caliente a sí misma, debido a que es exotérmica. Esto es válido para muchos otros combustibles, como el metano, butano, hidrógeno, etc.

La velocidad de reacción puede ser independiente de la temperatura (no Arrhenius) o disminuir con el aumento de la temperatura (anti Arrhenius). Las reacciones sin una barrera de activación (por ejemplo, algunas reacciones de radicales) tienden a tener una dependencia de la temperatura de tipo anti Arrhenius: la constante de velocidad disminuye al aumentar la temperatura.
- Solvente: Muchas reacciones tienen lugar en solución, y las propiedades del solvente afectan la velocidad de reacción. La fuerza iónica también tiene efecto en la velocidad de reacción.
- Radiación electromagnética e intensidad de luz: La radiación electromagnética es una forma de energía. Como tal, puede aumentar la velocidad o incluso hacer que la reacción sea espontánea, al proveer de más energía a las partículas de los reactantes. Esta energía es almacenada, en una forma u otra, en las partículas reactantes (puede romper enlaces, promover moléculas a estados excitados electrónicos o vibracionales, etc.), creando especies intermediarias que reaccionan fácilmente. Al aumentar la intensidad de la luz, las partículas absorben más energía, por lo que la velocidad de reacción aumenta. Por ejemplo, cuando el metano reacciona con cloro gaseoso en la oscuridad, la velocidad de reacción es muy lenta. Puede ser acelerada cuando la mezcla es irradiada bajo luz difusa. En luz solar brillante, la reacción es explosiva.
- Catalizador: La presencia de un catalizador incrementa la velocidad de reacción (tanto de las reacciones directa e inversa) al proveer de una trayectoria alternativa con una menor energía de activación. Por ejemplo, el platino cataliza la combustión del hidrógeno con el oxígeno a temperatura ambiente. La catálisis es homogénea si el catalizador está en una fase similar a los reactivos y heterogénea si está en una fase diferente.
- Isótopos: El efecto isotópico cinético consiste en una velocidad de reacción diferente para la misma molécula si tiene isótopos diferentes, generalmente isótopos de hidrógeno, debido a la diferencia de masa entre el hidrógeno y el deuterio, ya que el átomo más pesado conlleva generalmente a menor frecuencia vibracional de estos, por lo que es requerida mayor cantidad de energía para hacer frente a la mayor energía de activación para romper el enlace.
- Superficie de contacto: En las reacciones en superficies, que se dan por ejemplo durante catálisis heterogénea, la velocidad de reacción aumenta cuando el área de la superficie de contacto aumenta. Esto es debido al hecho de que más partículas del sólido están expuestas y pueden ser alcanzadas por moléculas reactantes.
- Mezclado: El mezclado puede tener un efecto fuerte en la velocidad de reacción para las reacciones en fase homogénea y heterogénea.

## Rendimiento químico
La cantidad de producto que se suele obtener de una reacción  química, es menor que la cantidad teórica. Esto depende de varios factores, como la pureza del reactivo y las reacciones secundarias que puedan tener lugar (es posible que no todos los productos reaccionen), cabe mencionar que la recuperación del 100 % de la muestra es prácticamente imposible.
El rendimiento de una reacción se calcula mediante la siguiente fórmula:
{\displaystyle \mathrm {rendimiento(\%)={\frac {\;cantidad\;real\;de\;producto}{\;cantidad\;ideal\;de\;producto}}\cdot 100} }
Cuando uno de los reactivos esté en exceso, el rendimiento deberá calcularse respecto al reactivo limitante. Y el rendimiento depende del calor que expone la reacción.

## Grado de avance de la reacción y afinidad
Una reacción se puede representar mediante la siguiente expresión matemática:
{\displaystyle \sum _{i=1}^{N}{\nu _{i}[C_{i}]}=0}
donde {\displaystyle \nu _{i}} son los coeficientes estequiométricos de la reacción, que pueden ser positivos (productos) o negativos (reactivos). La ecuación presenta dos formas posibles de estar químicamente en la naturaleza (como suma de productos o como suma de reactivos).
Si {\displaystyle \mathrm {d} m_{i}} es la masa del producto que aparece, o del reactivo que desaparece, resulta que:
{\displaystyle \left\{{\frac {1}{M_{i}}}{\frac {dm_{i}}{\nu _{i}}}\right\}_{i=1}^{N}=\mathrm {d} \xi ,}
constante {\displaystyle \forall i}. {\displaystyle M_{i}} sería la masa molecular del compuesto correspondiente y {\displaystyle \xi } se denomina grado de avance. Este concepto es importante pues es el único grado de libertad en la reacción.
Cuando existe un equilibrio en la reacción, la energía libre de Gibbs es un mínimo, por lo que:
{\displaystyle \delta G=\sum _{k}{\mu _{k}\nu _{k}}\mathrm {d} \xi =-{\mathcal {A}}\mathrm {d} \xi =0,}
permite entender que la afinidad química es nula.